# گری برکوویچ
گری برکوویچ (انگلیسی: Gary Berkovich؛ زادهٔ ۲۶ مهٔ ۱۹۳۵) معمار اهل اتحاد جماهیر شوروی سوسیالیستی است.